# Mikio Omura
Mikio Omura (*1933) was de eerste officiële fabriekscoureur van Honda. 
Mikio Omura kwam in 1949 op zestienjarige leeftijd werken aan de lopende band van het jonge motorfietsmerk Honda. Om deel te nemen aan een motorrace in Noguchi Park in Hamamatsu "leende" hij zonder toestemming een Honda Model C. Hij won die wedstrijd, maar wist niet dat directeur Soichiro Honda onder de toeschouwers was. Daarmee lekte de diefstal van de motorfiets uit, maar directeur Honda feliciteerde hem met zijn overwinning. In de jaren daarna racete hij nog enkele malen in Japanse races, die altijd op onverharde wegen verreden werden. Hij werd assistent van ingenieur Kiyoshi Kawashima, die soms zelf racete. Ze wisselden elkaar dan af als coureur en monteur. 

## De race in São Paulo
In oktober 1953 bezocht Chojiro Kuriyama, voorzitter van de All-Japan Small Motor Vehicle Federation, het Ministerie van Internationale Handel en Industrie van Japan, waar hij een brief vond van de Braziliaanse Federacáo Paulista De Motociclismo. Het betrof een uitnodiging aan Japanse motorfietsfabrikanten om deel te nemen aan een internationale wegrace ter gelegenheid van het vierde eeuwfeest van de stad São Paulo, waarbij alle kosten door de Braziliaanse federatie gedekt zouden worden. Het betrof een verzoek om tien coureurs en twee monteurs, maar omdat de deadline al verstreken was moest men de kosten nu zelf dragen. Daarop besloten Meguro en Honda de kosten van 800.000 Japanse yen te delen. 

### Voorbereiding
Honda prepareerde een Honda Dream Model E voor de wedstrijd. Toshiji Baba ging mee als monteur, Mikio Omura als coureur. Daarmee stuurde Honda een erg jong team: de twintig jaar oude Omura en de drieëntwintig jaar oude Baba. Ze hadden helemaal geen ervaring met internationale wedstrijden en moesten de 145cc-Honda Dream E ook terugbrengen tot 125 cc. Dat deden ze door de slag korter te maken. De drieversnellingsbak van Honda was nog zo nieuw dat ze besloten het bij twee versnellingen te houden. Over het circuit wisten ze niet meer dan dat de 125cc-klasse acht ronden van acht kilometer zou rijden. Uiteindelijk stond er meer een dirttrackracer dan een wegracer, wat logisch was omdat de Japanners nog nooit een geasfalteerde weg hadden gezien. 
Voor ze vertrokken bezochten ze Soichiro Honda thuis. Hij zei ze: "Verwacht niet te winnen, maar zorg in elk geval dat je de finish haalt". 
Het was al te laat om de machines over zee te versturen, maar luchtvracht was veel te duur. Uiteindelijk besloot men twee machines (de Meguro en de Honda) te demonteren en als bagage mee te nemen. De luchtreis naar São Paulo duurde zes dagen. In São Paulo werden ze hartelijk ontvangen door de daar wonende Japanners. Ze werden geïnterviewed door Japans-Braziliaanse kranten en gingen naar Japans-Braziliaanse feesten, maar het belangrijkste voor Omura was dat hij van de lokale Japanners een 250cc-AJS te leen kreeg om het parcours te verkennen. Daardoor kon hij zijn eigen machine sparen, want de opdracht was immers de race te voltooien. Toch oefende Omura af en toe met de Honda Dream, maar hij ontdekte al snel dat het frame niet goed genoeg was. Toen hij kennis maakte met de Europese vedetten en hun machines wist hij direct dat de Honda kansloos zou zijn. 

### De race
Dankzij een goede Le Mansstart was Omura als een van de snelsten weg, en in de bochtige delen hoorde hij ook bij de snelsten, maar op de rechte stukken was zijn Honda kansloos. De Dream E leverde in 145cc-versie slechts 5,5 pk en in deze raceversie ongeveer 6 pk, terwijl een Mondial 125 Bialbero, zoals de latere winnaar Nello Pagani gebruikte, meer dan 16 pk leverde. 
Uiteindelijk wist Omura in een veld van 25 rijders als 13e te finishen met een gemiddelde snelheid van 115 km/uur. De Mondial haalde meer dan 130 km/uur. 

### De basis voor internationale races
Later bleek dat Mikio Omura en Toshiji Baba de basis hadden gelegd voor de race-activiteiten van Honda. In maart 1954 verscheen er een persbericht van Soichiro Honda en bestuursvoorzitter Takeo Fujisawa waarin ze het plan voorlegden om aan de TT van Man te gaan deelnemen. Honda schreef daarin: "Ik heb tot nu toe gedacht als een kikker in een poel, die niets weet van de oceanen". Deelnemen aan internationale races moest de basis gaan vormen voor de export van Honda-motorfietsen.

## Trivia

### De thuisreis, leermoment voor Honda
Het gezamenlijke Japanse team van Meguro en Honda kwam in financiële problemen toen Meguro-coureur Tashiro tijdens de trainingen ten val kwam en zijn arm blesseerde. Hij kon niet starten en miste daardoor omgerekend 75.000 yen aan startgeld. In die tijd mocht er slechts een beperkt bedrag aan buitenlandse valuta uit Japan uitgevoerd worden en daardoor zat het hele team nu vast in Brazilië. De lokale Japanners hielpen opnieuw door fund-raising feesten te organiseren en men belde naar Japan met het verzoek om geld te sturen. Honda en Meguro konden niet meer dan 40.000 yen sturen maar dat was niet genoeg. De teams hadden geen andere keus dan hun machines ter plaatse te verkopen om de hotelrekeningen te betalen naar huis te kunnen reizen. 
Toen Honda in 1959 voor het eerst een raceteam naar de TT van Man stuurde kon men als niet-exporterend bedrijf nog steeds niet genoeg geld meenemen. Honda had echter geleerd: Het hele team werd ingeschreven als werknemer van een ander bedrijf dat wel exporteerde: Okura Trading Co. 